# Henry Mathias Balthasar-Florence
Henry Mathias Balthasar-Florence (Aarlen, 21 oktober 1844 – Parijs, 6 februari 1915) was een Belgisch pianist en piano- en harmoniumbouwer. Gedurende zijn leven was hij hofleverancier van de Belgische monarchie en werd onderscheiden in de Leopoldsorde.

## Leven
Henri M. Balthasar werd geboren binnen een bakkersgezin. Hij kreeg vanaf 1857 zijn muzikale opleiding van onder meer François-Joseph Fétis aan het conservatorium van Brussel en Auguste Dupont (piano, compositieleer). Hij trouwde in 1863 met Marie-Clémence Florence (1838-1924), zangeres en  dochter van pianofabrikant Jean-Joseph Florence. Hij voegde toen Florence aan zijn naam toe. Hij ging werken in/voor het bedrijf van zijn schoonvader in Namen, maar gaf toch ook diverse concerten in België en Nederland. Hij richtte voorts Cercle musical de Namur op (1884). Zijn vrouw Clémence (sopraan) en dochters Clothilde (viool) en Berthe (piano) werkten op 9 mei 1896 mee aan een uitvoering van zijn werk Aimer in het Concertgebouw te Amsterdam. Het concert werd verzorgd door Liedertafel De Vereenigde Zangers onder leiding van Henri François Robert Brandts Buys. Dochter Marie-Amelie speelde na de pauze naast Clothilde de tweede vioolpartij in een werk van Pablo de Sarasate. In 1904 vond er in Namen het "Festival Balthasar-Florence" plaats, ter gelegenheid van het 20-jarig bestaan van de muziekkring. 
In aanvulling op genoemde werkzaamheden schreef hij enkele muziekstukken, zoals een ouverture, de opera’s Une croyance bretonne en Le docteur Quinquina, een pianoconcert. Hij was bezig met het schrijven van een symfonie; het is onbekend of die voltooid is. Le chant de la forge schreef hij voor koor. In 1872 schreef hij een mis voor de stad Rijsel.

## Opvolging
Zoon Henri volgde hem op in de pianohandel en verdiende een prijs tijdens de Wereldtentoonstelling van 1885 in Antwerpen. Zoon Frans-Joseph haalde onderscheidingen bij de Wereldtentoonstelling van 1905 en Wereldtentoonstelling van 1910 (Luik en Brussel).
- Gemeinsame Normdatei: 1132614929
- RKD-Nederlands Instituut voor Kunstgeschiedenis: 28369
- Union List of Artist Names: 500021362
- Virtual International Authority File: 95812877
- WorldCat: E39PBJgXgB84Kkhd4yCybtx7HC